# 金紫光
金紫光（1916年—2000年），原名靳思杰，笔名紫光、思杰，男，河南焦作人。中国剧作家，音乐家，中国戏剧家协会理事，北京人民艺术剧院原副院长，北方昆曲剧院原副院长、研究员。

## 家庭
- 妻：谌贻蕙，中共烈士之女，周恩来干女儿